# Huhtsaari (ö i Södra Savolax, S:t Michel, lat 61,41, long 27,62)
Huhtsaari är en ö i Finland. Den ligger i sjön Saimen och i kommunen Sankt Michel i den ekonomiska regionen  S:t Michel och landskapet Södra Savolax, i den södra delen av landet, 200 km nordost om huvudstaden Helsingfors. Öns area är 10,4 hektar och dess största längd är 470 meter i sydöst-nordvästlig riktning.